# Lila Leslie
Lila Leslie (Glasgow, 1º gennaio 1890 – Los Angeles, 8 settembre 1940) è stata un'attrice britannica naturalizzata statunitense che lavorò all'epoca del cinema muto.
Usò anche i nomi Lilie Leslie e Lillie Leslie.

## Biografia
Nata in Scozia nel 1890, visse negli Stati Uniti dove lavorò per il cinema. Negli anni dieci, fu una delle attrici più note della Lubin Manufacturing Company, diretta spesso dal marito, il regista Joseph W. Smiley che aveva sposato nel 1914.
Morì a 50 anni a Los Angeles, l'8 settembre 1940.

## Filmografia
La filmografia - basata su IMDb - è completa.
- The Third Degree, regia di Barry O'Neil (1913)
- The Lion and the Mouse, regia di Barry O'Neil (1914)
- The Daughters of Men, regia di George Terwilliger (1914)
- The Gamblers, regia di George Terwilliger (1914)
- A Leaf from the Past, regia di Lloyd B. Carleton (1914)
- The Changeling, regia di George Terwilliger - cortometraggio (1914)
- As We Forgive Those, regia di Joseph W. Smiley (1914)
- The Triumph of Right (1914)
- Marah, the Pythoness, regia di Joseph W. Smiley (1914)
- The Bond of Womanhood, regia di Joseph W. Smiley (1914)
- The Spy's Fate, regia di Joseph W. Smiley (1914)
- The Sorceress, regia di Joseph W. Smiley (1914)
- Was His Decision Right? (1914)
- The Grip of the Past, regia di Joseph W. Smiley (1914)
- The Bomb, regia di Joseph W. Smiley (1914)
- A Clean Slate, regia di Norbert Lusk (1915)
- A War Baby, regia di Barry O'Neil (1915)
- Baseball and Trouble (1915)
- In Her Mother's Footsteps, regia di Joseph W. Smiley (1915)
- The Love of Women, regia di Joseph W. Smiley (1915)
- Siren of Corsica, regia di Joseph W. Smiley (1915)
- A Tragedy of the Hills, regia di Romaine Fielding (1915)
- The White Mask, regia di Joseph W. Smiley (1915)
- Rated at $10,000,000, regia di Joseph W. Smiley (1915)
- A Delayed Reformation, regia di Shannon Fife (1915)
- The Gray Horror, regia di Joseph W. Smiley (1915)
- Nobody Would Believe, regia di Joseph W. Smiley (1915)
- The Inventor's Peril, regia di Joseph W. Smiley (1915)
- Her Answer (1915)
- Whom the Gods Would Destroy, regia di Joseph W. Smiley (1915)
- The Witness, regia di Barry O'Neil (1915)
- Romance as a Remedy, regia di Joseph W. Smiley (1915)
- Voices from the Past, regia di Joseph W. Smiley (1915)
- The Steadfast, regia di Joseph W. Smiley (1915)
- A Woman Reclaimed, regia di Joseph W. Smiley (1915)
- The Meddlesome Darling, regia di Joseph W. Smiley (1915)
- The Warning, regia di Edmund Lawrence (1915)
- The Other Sister, regia di Joseph W. Smiley (1915)
- The Fortunate Youth, regia di Joseph Smiley (1916)
- A Modern Thelma, regia di John G. Adolfi (1916)
- The Silent Woman, regia di Herbert Blaché (1918)
- Johnny-on-the-Spot, regia di Harry L. Franklin (1919)
- Satan Junior, regia di Herbert Blaché, John H. Collins (1919)
- The Man Who Stayed at Home, regia di Herbert Blaché (1919)
- A Little Brother of the Rich, regia di Lynn Reynolds (1919)
- Molly and I, regia di Howard M. Mitchell (1920)
- The Butterfly Man, regia di Louis J. Gasnier e Ida May Park (1920)
- Number 99, regia di Ernest C. Warde (1920)
- Love's Harvest, regia di Howard M. Mitchell (1920)
- La lotta per un tesoro (The Best of Luck), regia di Ray C. Smallwood (1920)
- Blue Streak McCoy, regia di B. Reeves Eason (1920)
- Would You Forgive?, regia di Scott R. Dunlap (1920)
- Keeping Up with Lizzie, regia di Lloyd Ingraham (1921)
- A Guilty Conscience, regia di David Smith (1921)
- The Son of Wallingford, regia di George Randolph Chester e Lillian Christy Chester (come Mrs. George Randolph Chester) (1921)
- Any Night, regia di Martin Beck (1922)
- Bluebeard, Jr., regia di Scott R. Dunlap (1922)
- Gay and Devilish, regia di William A. Seiter (1922)
- The Men of Zanzibar, regia di Rowland V. Lee (1922)
- Caesar's Ghost, regia di Reggie Morris (1922)
- Young Ideas, regia di Reggie Morris (1922)
- A Front Page Story, regia di Jess Robbins (1922)
- The Hottentot, regia di James W. Horne e Del Andrews (1922)
- What Wives Want, regia di Jack Conway (1923)
- The Huntress, regia di John Francis Dillon e Lynn Reynolds (1923)
- Skylarking, regia di Roy Del Ruth (1923)
- Black and Blue, regia di Harold Beaudine (1923)
- Call the Wagon, regia di Scott Sidney (1923)
- Why Men Leave Home, regia di John M. Stahl (1924)
- Reno or Bust, regia di Archie Mayo - cortometraggio (1924)
- Dandy Lions, regia di Archie Mayo (1924)
- Grandpa's Girl, regia di Gilbert Pratt (1924)
- Being Respectable, regia di Philip Rosen (1924)
- Savage Love
- Things Wives Tell, regia di Hugh Dierker (1926)
- Skinner's Dress Suit, regia di William A. Seiter (1926)
- Forever After, regia di F. Harmon Weight (1926)
- Home Sweet Home, regia di John Gorman (1926)
- The First Night, regia di Richard Thorpe (1927)
- Getting Gertie's Garter, regia di E. Mason Hopper (1927)
- Secret Studio, regia di Victor Schertzinger (1927)
- Kid Tricks, regia di Charles Lamont (1927)
- No Fare, regia di Charles Lamont - cortometraggio (1928)
- Navy Beans, regia di Charles Lamont (1928)
- Papa Spank, regia di Neal Burns (1929)
- Helter Skelter, regia di Charles Lamont (1929)
- What's to Do?, regia di Charles Lamont (1933)